# Lison (rivière)
Pour les articles homonymes, voir Lison.
Le Lison est une rivière française qui coule dans le département du Doubs, dans la région Bourgogne-Franche-Comté. C'est un affluent en rive gauche de la Loue, donc un sous-affluent du Rhône par le Doubs et la Saône.

## Hydrographie
Le Lison a une longueur de 25,37 km et s'écoule globalement du sud au nord. 

### La source du Lison
Située dans la commune de Nans-sous-Sainte-Anne, c'est une exsurgence qui sort des calcaires du Jurassique moyen et qui est alimentée par de nombreux entonnoirs, gouffres et fissures absorbant les eaux du plateau calcaire de Champagnole : son bassin amont d’alimentation couvre une surface de 114 km2. C'est aussi la résurgence du ruisseau de Château-Renaud qui prend sa source à Dournon, traverse Sainte-Anne puis Crouzet-Migette et dont le Creux Billard, situé 200 mètres en amont de la source du Lison, forme un regard sur son cours souterrain.
Lors de fortes pluies, le réseau souterrain se charge et le trop-plein s'évacue par la grotte Sarrazine située à quelques centaines de mètres en créant le ruisseau temporaire du Bief Sarrazin, premier affluent du Lison. 
Le débit interannuel moyen du Lison à sa source est de 5,35 m3/s.

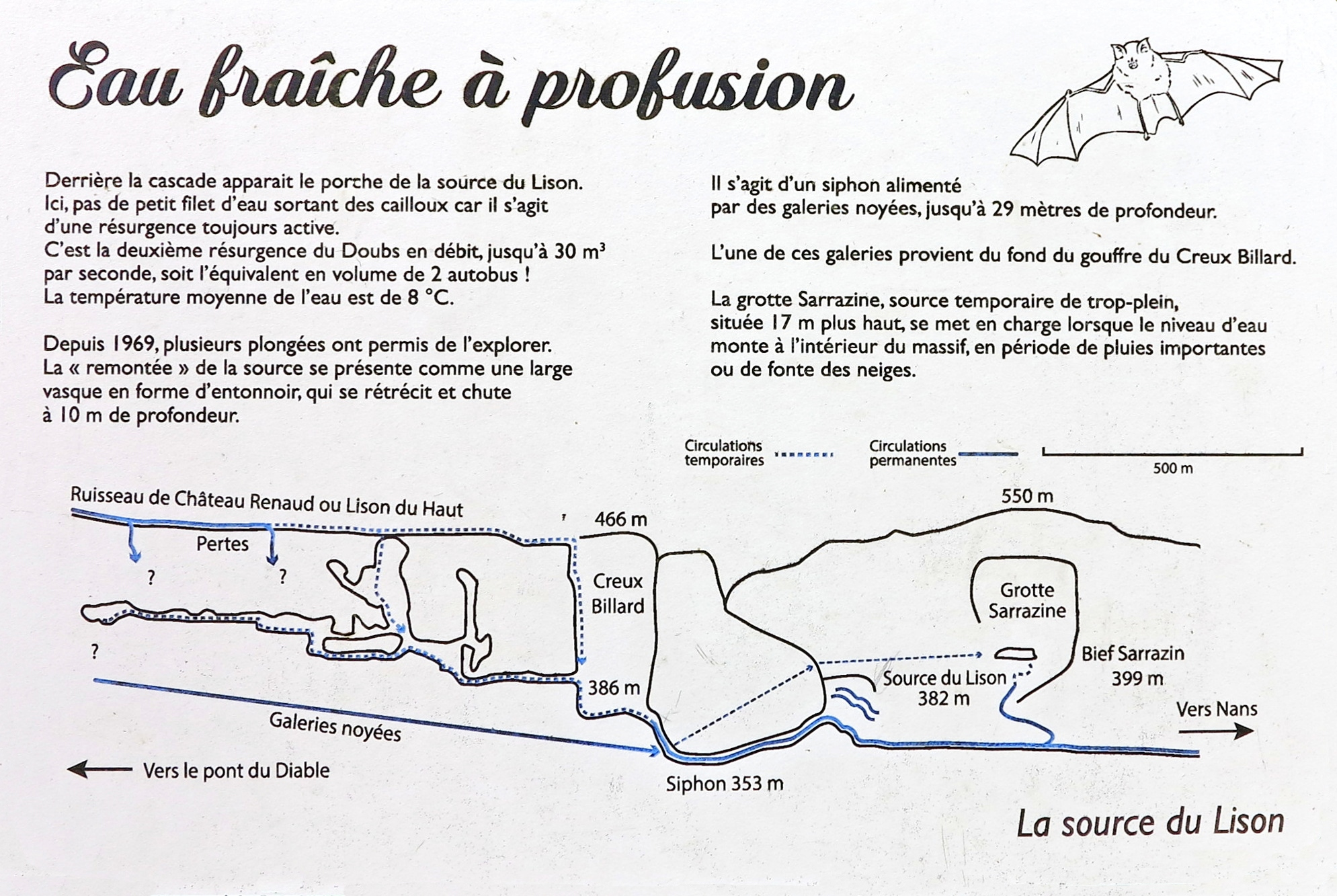
Panneau descriptif de la source.
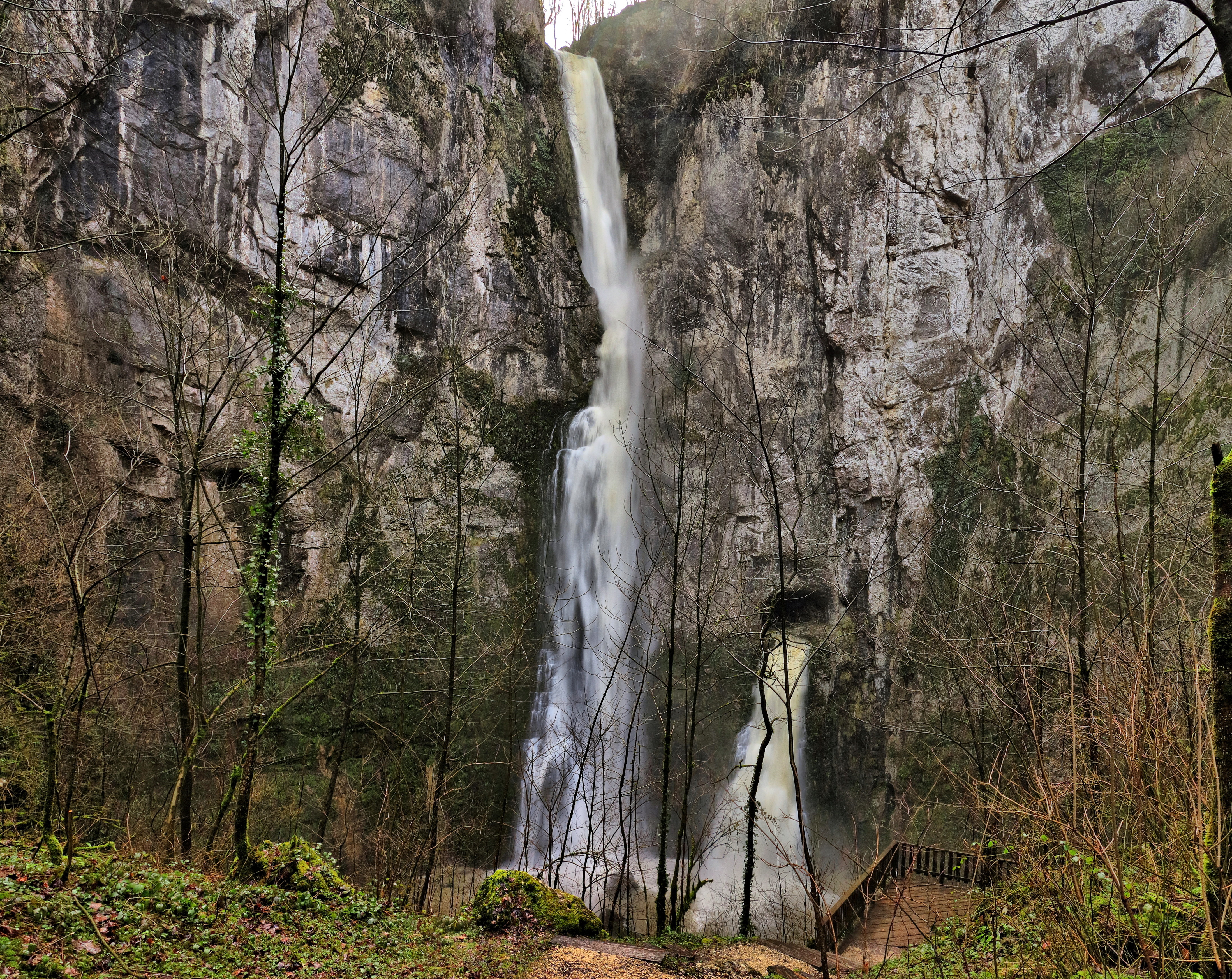
Chute du ruisseau de Château-Renaud en crue dans le creux Billard.
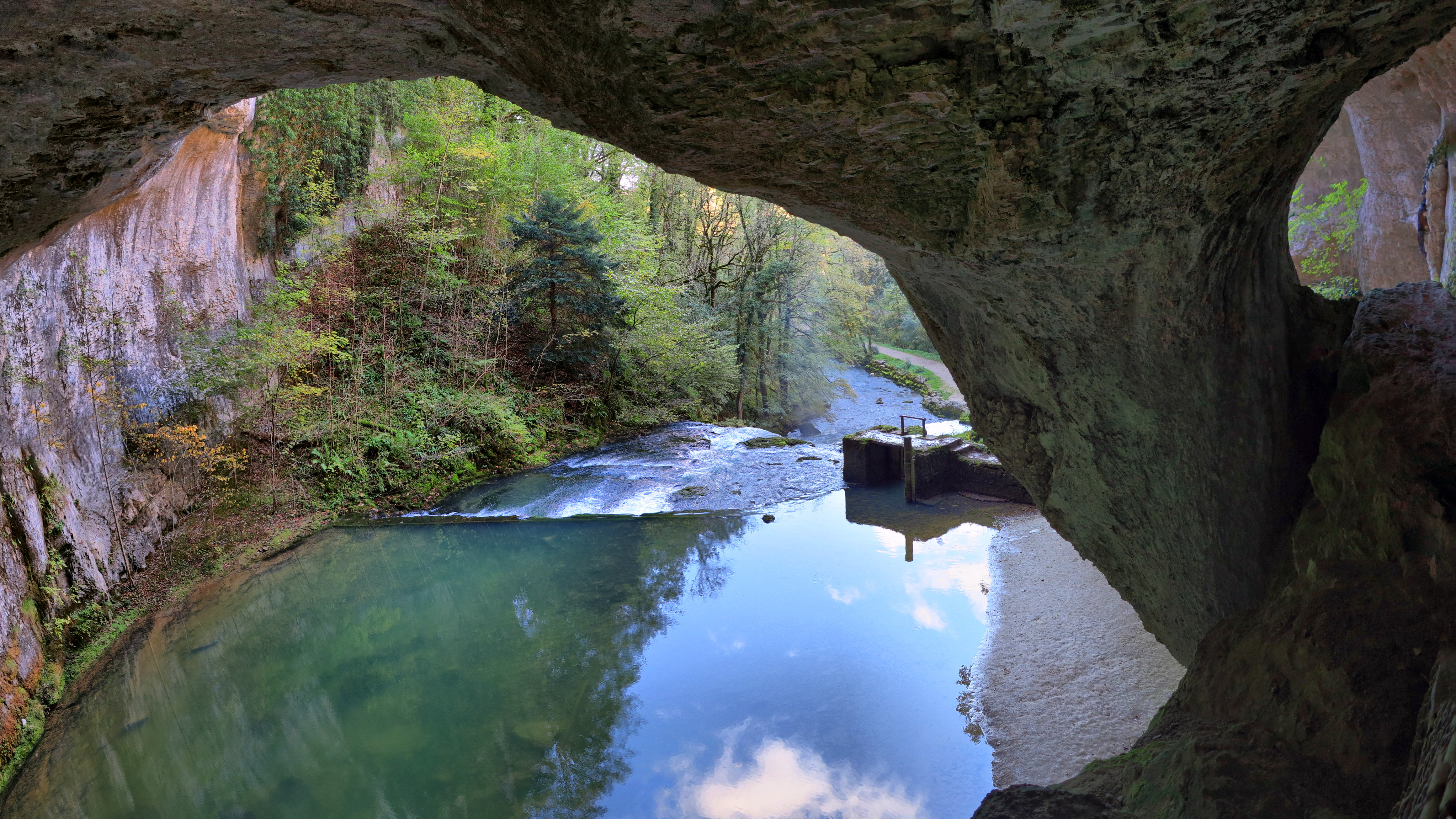
La grotte de la source du Lison.
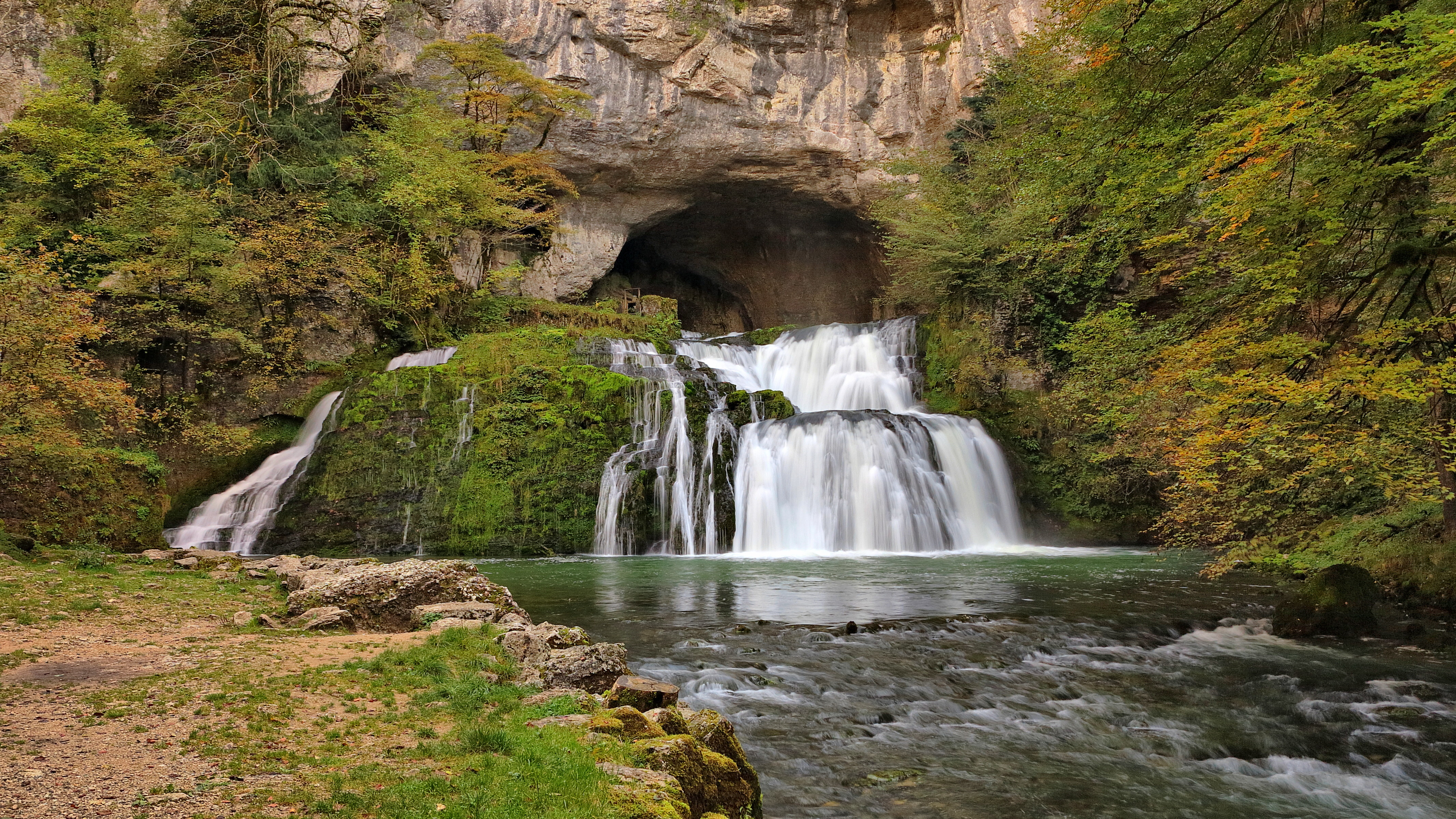
La cascade de la source du Lison.
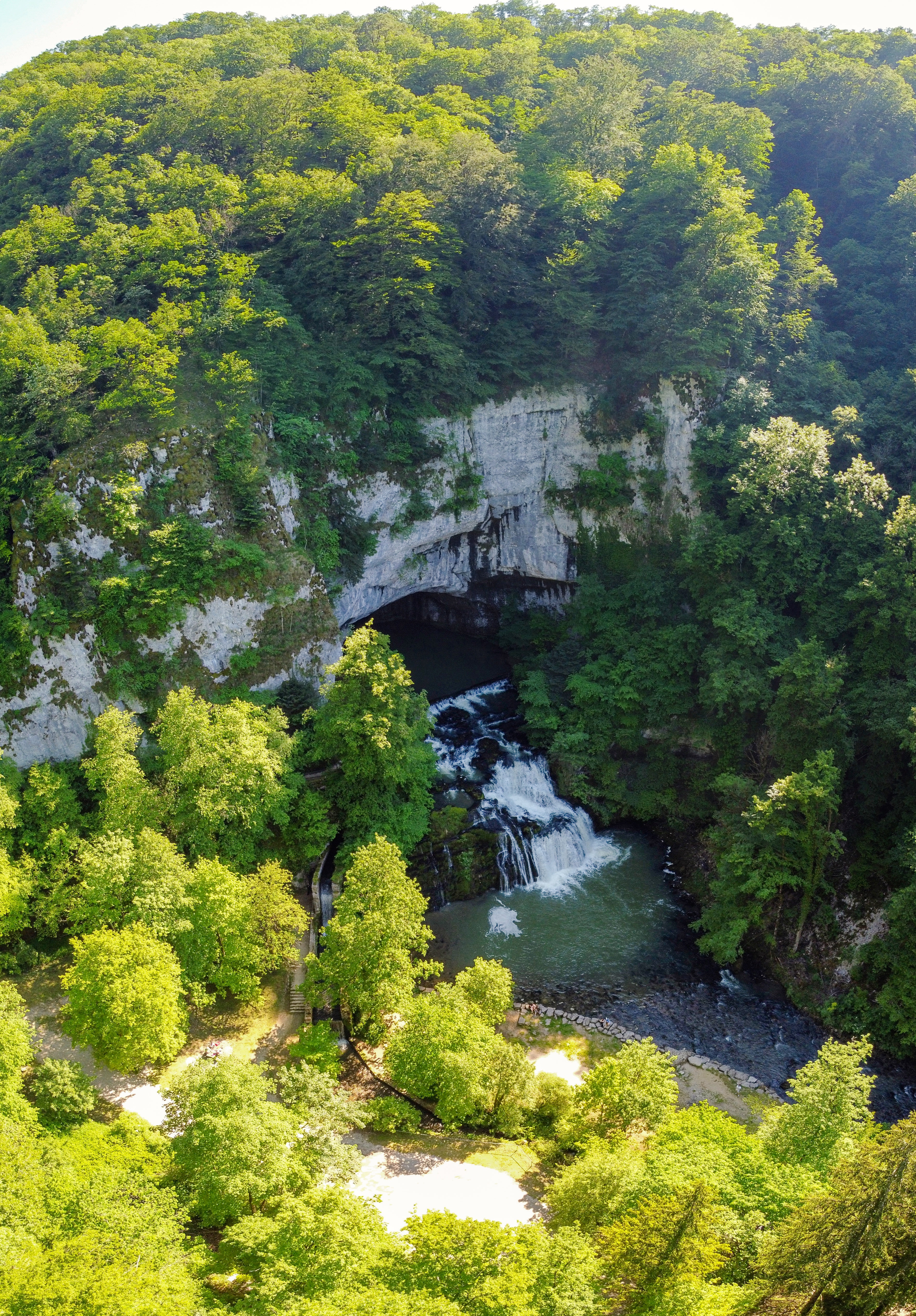
Reculée et cascade de la source du Lison.

### Les gorges du Haut Lison
Après Nans-sous-Sainte-Anne, le Lison s'enfonce dans des gorges creusées dans le plateau d'Ornans et longe Saraz, traverse la commune d'Éternoz où il baigne trois des anciennes communes désormais regroupées : Alaise, Doulaize et Refranche. Il reçoit le ruisseau de la Vau à Eternoz, puis passe à Myon où il est rejoint par le Todeur, à Échay où se trouve une station d'épuration des eaux, à Cussey-sur-Lison où il reçoit la Goulue, puis il longe Lizine et Châtillon-sur-Lison où il se jette dans la Loue.
En amont de Chiprey, le lit du Lison présente de nombreux nassis (petit barrage naturel de travertin formant un seuil en travers des rivières issues de sources karstiques dont l'eau est chargée de calcaire dissous).
Ce contexte karstique s’accompagne également de phénomène de pertes sur le Lison et ses affluents qui peuvent s’assécher totalement ou partiellement. La plus importante concerne le cours du Lison en amont de Chiprey ; la capture karstique (près de 1 m3) rejoint ainsi directement la Loue (résurgence de Vira) en amont de la confluence Loue – Lison.

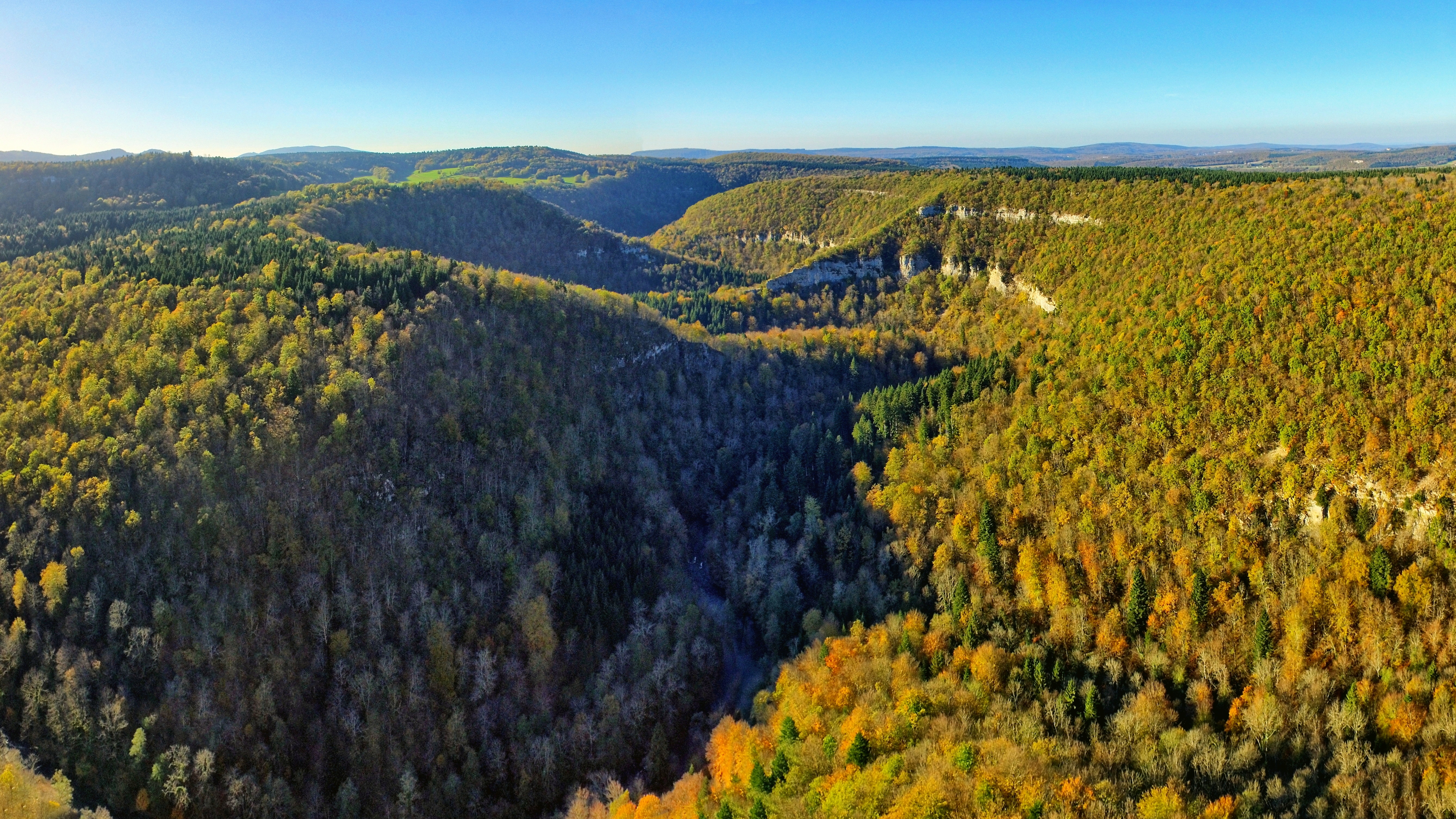
Les gorges du Lison au niveau de Saraz.
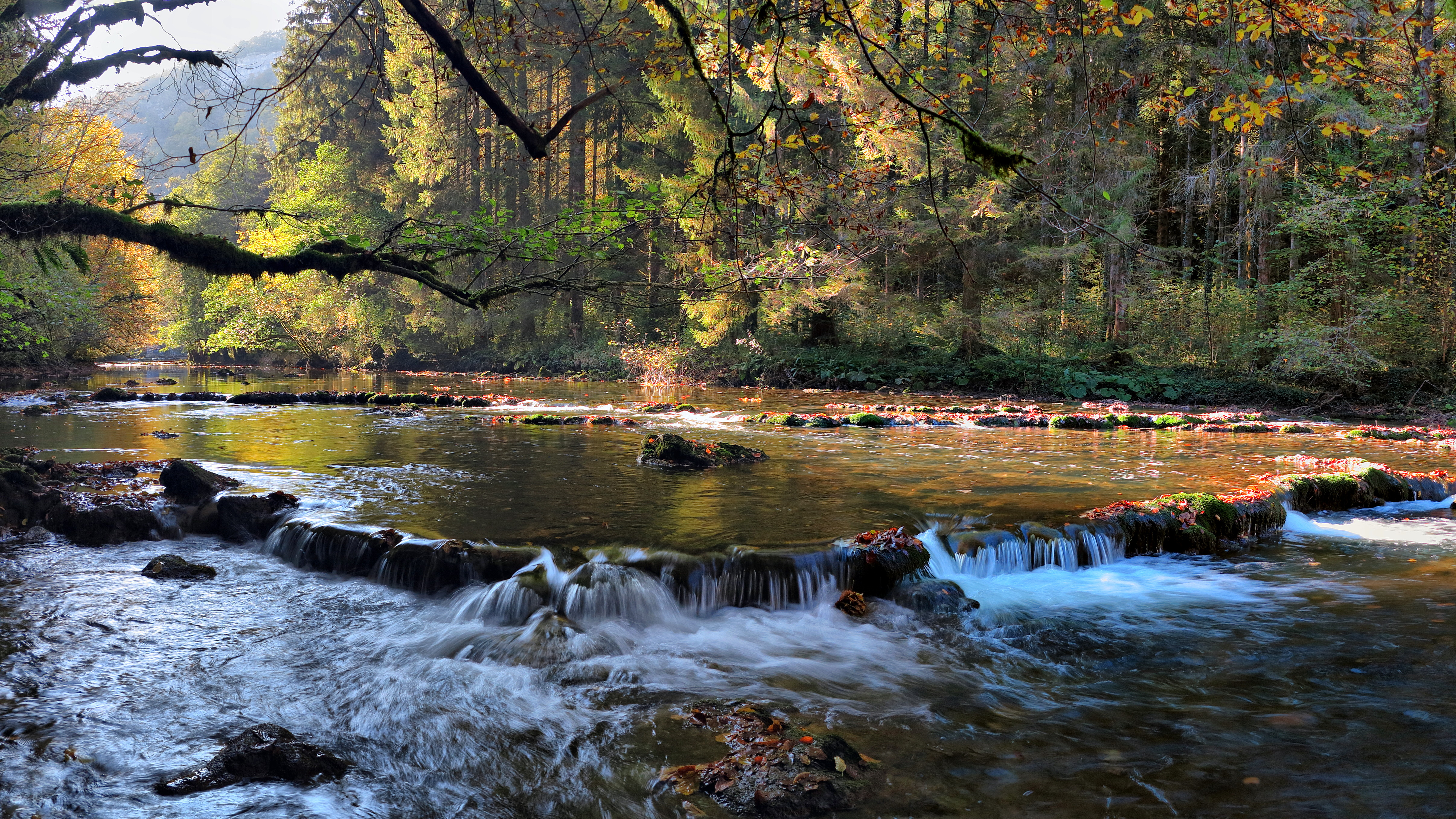
Nassi dans les gorges en amont de Chiprey.
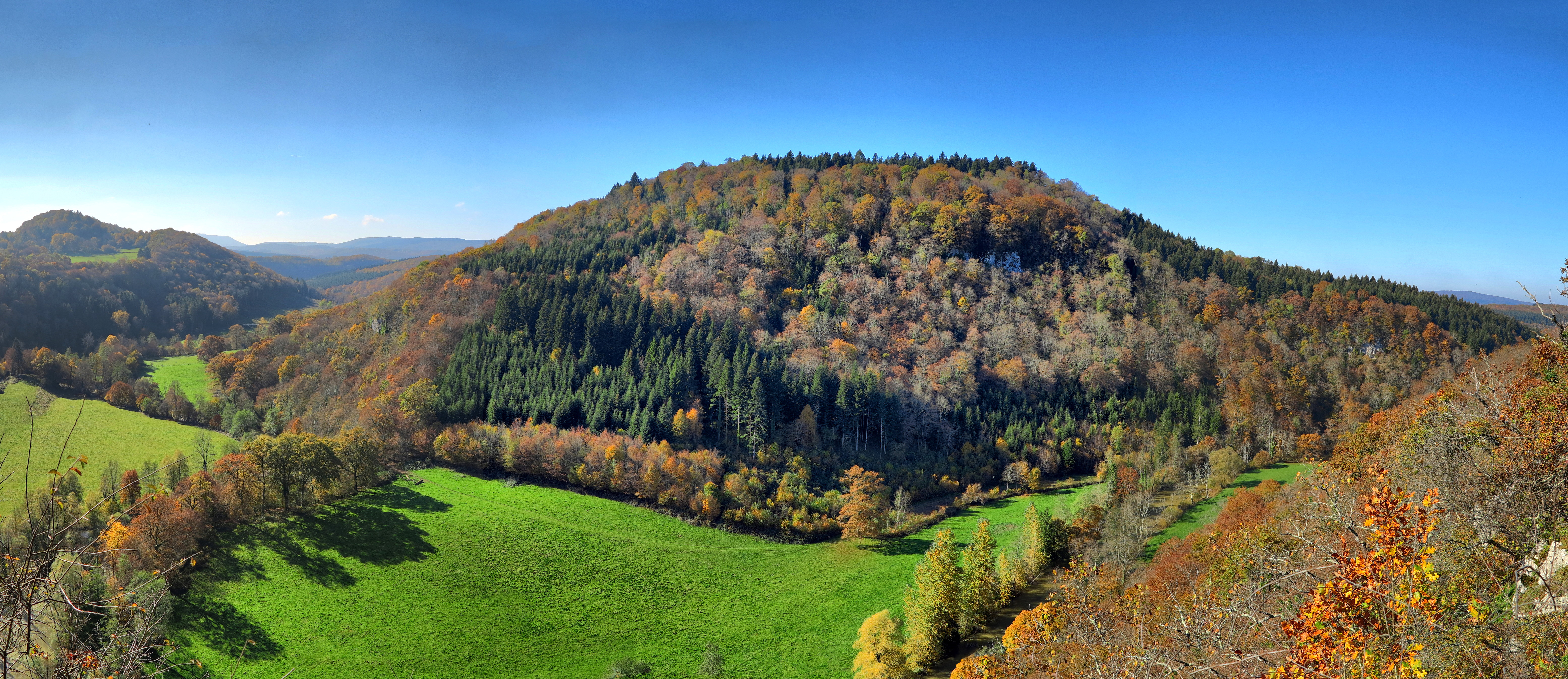
La vallée du Lison depuis le belvédère de Lizine.
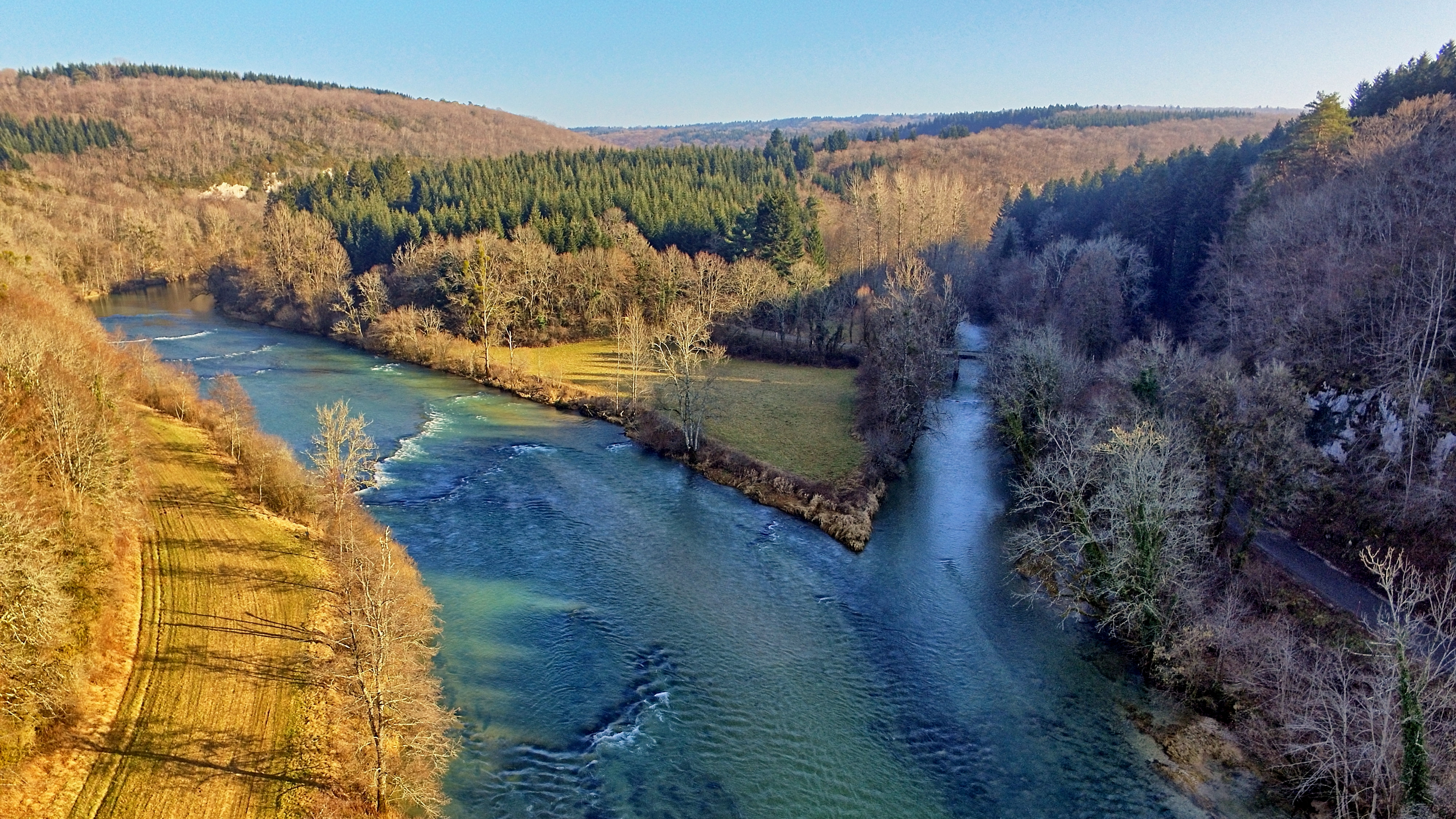
Confluence du Lison avec la Loue à Châtillon-sur-Lison.

### Communes et cantons traversés
Dans le seul département du Doubs, le Lison traverse les huit communes suivantes : Nans-sous-Sainte-Anne, Saraz, Éternoz (dont 3 des 4 anciennes communes associées : Alaise, Doulaize et Refranche), Myon, Échay, Cussey-sur-Lison, Lizine et Châtillon-sur-Lison.

### Bassin versant
Le Lison traverse une seule zone hydrographique : La Loue de la Brême au Lison inclus (U261)

## Affluents
Le Lison a sept affluents référencés dans la base SANDRE :
- le ruisseau des Près Prin (rive droite),
- le bief de Vaux (rive gauche),
- le bief du Foure (rive gauche),
- le ruisseau de la Vau (rive droite),
- le ruisseau de Goële (rive droite),
- le ruisseau de Conche / le  Todeur (rive gauche),
- le ruisseau de la  Goulue (rive gauche).

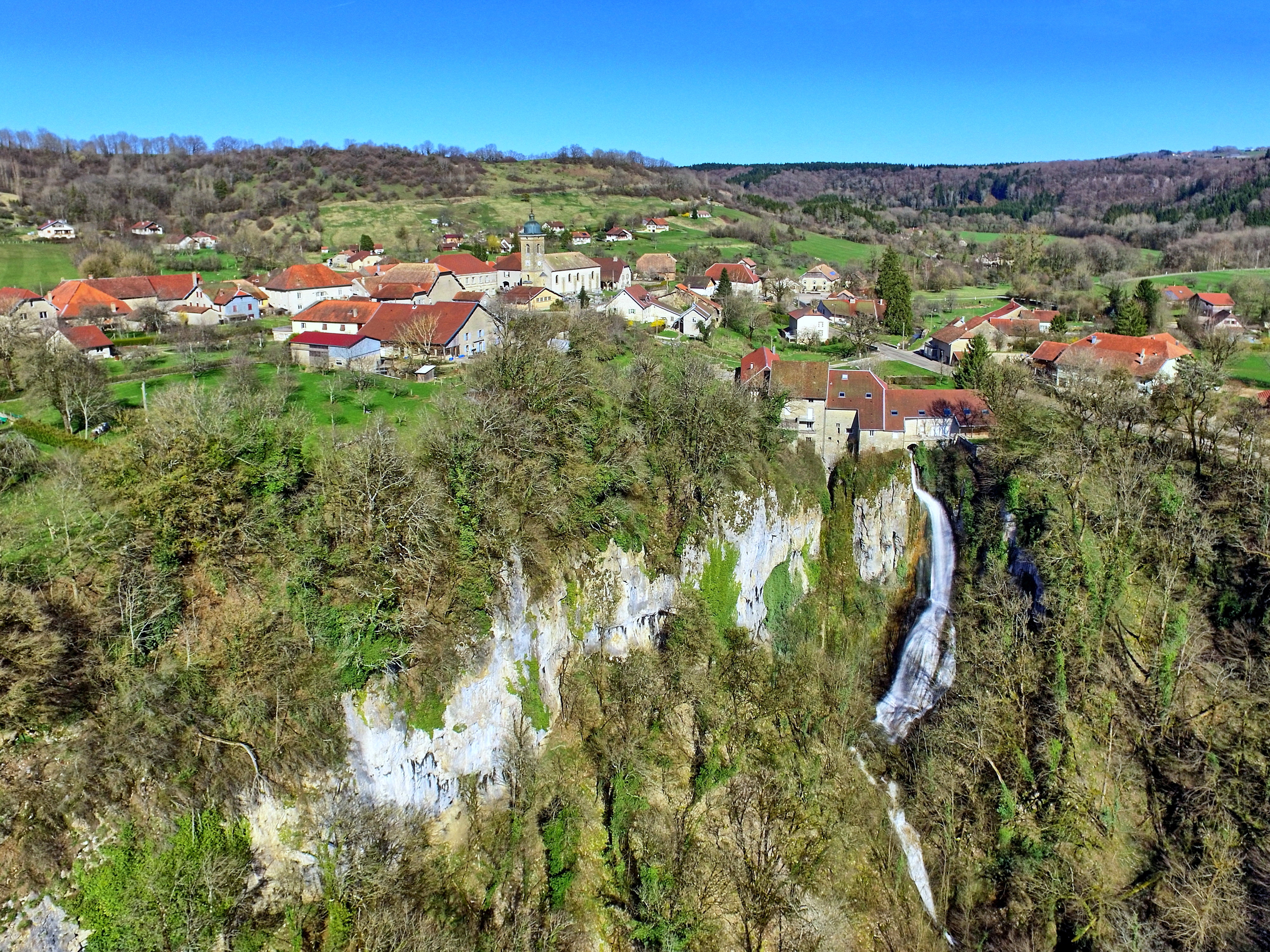
La cascade du ruisseau de la Vau à Éternoz.
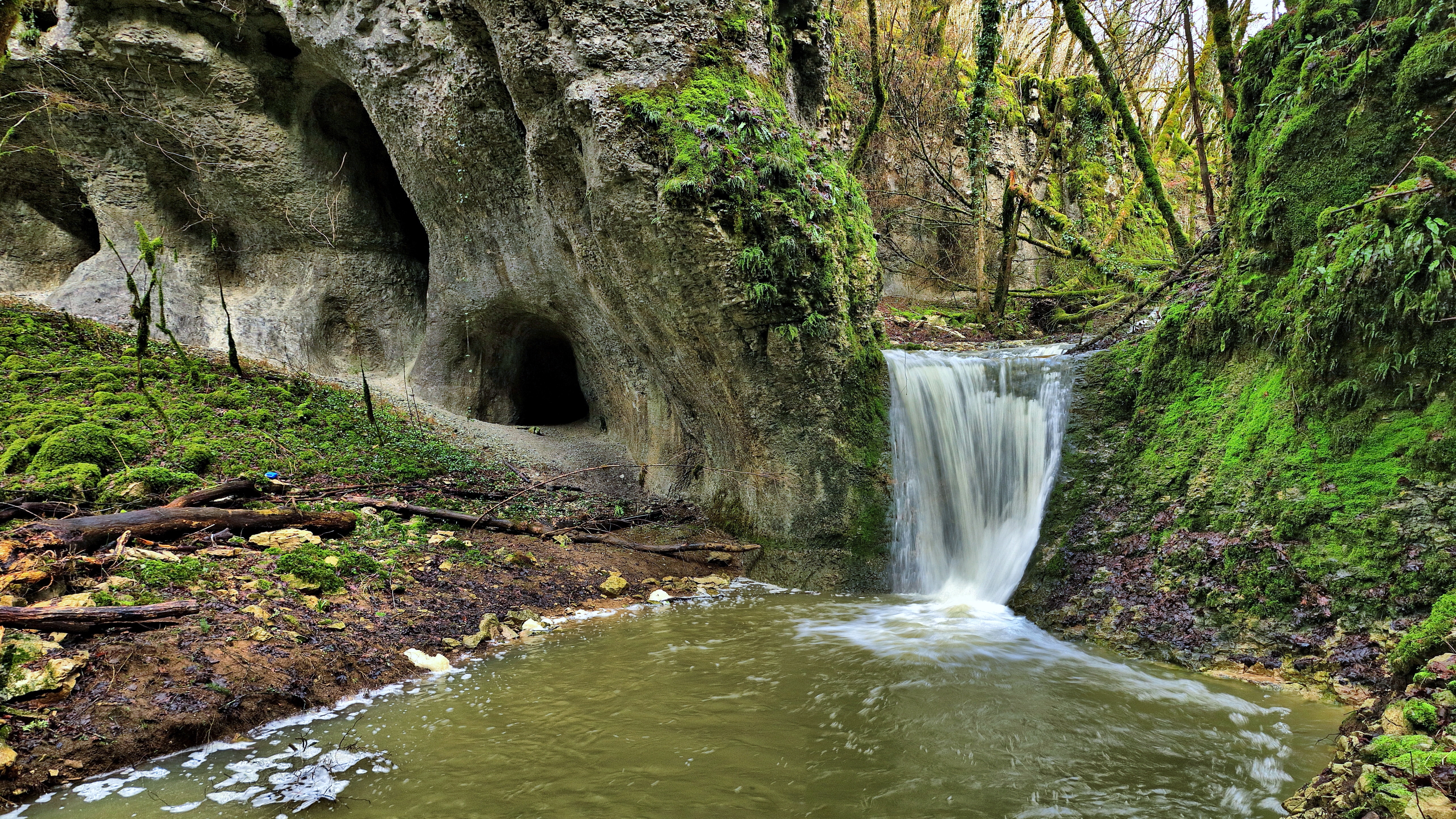
Saut et grottes sur le ruisseau de Goële à Refranche.
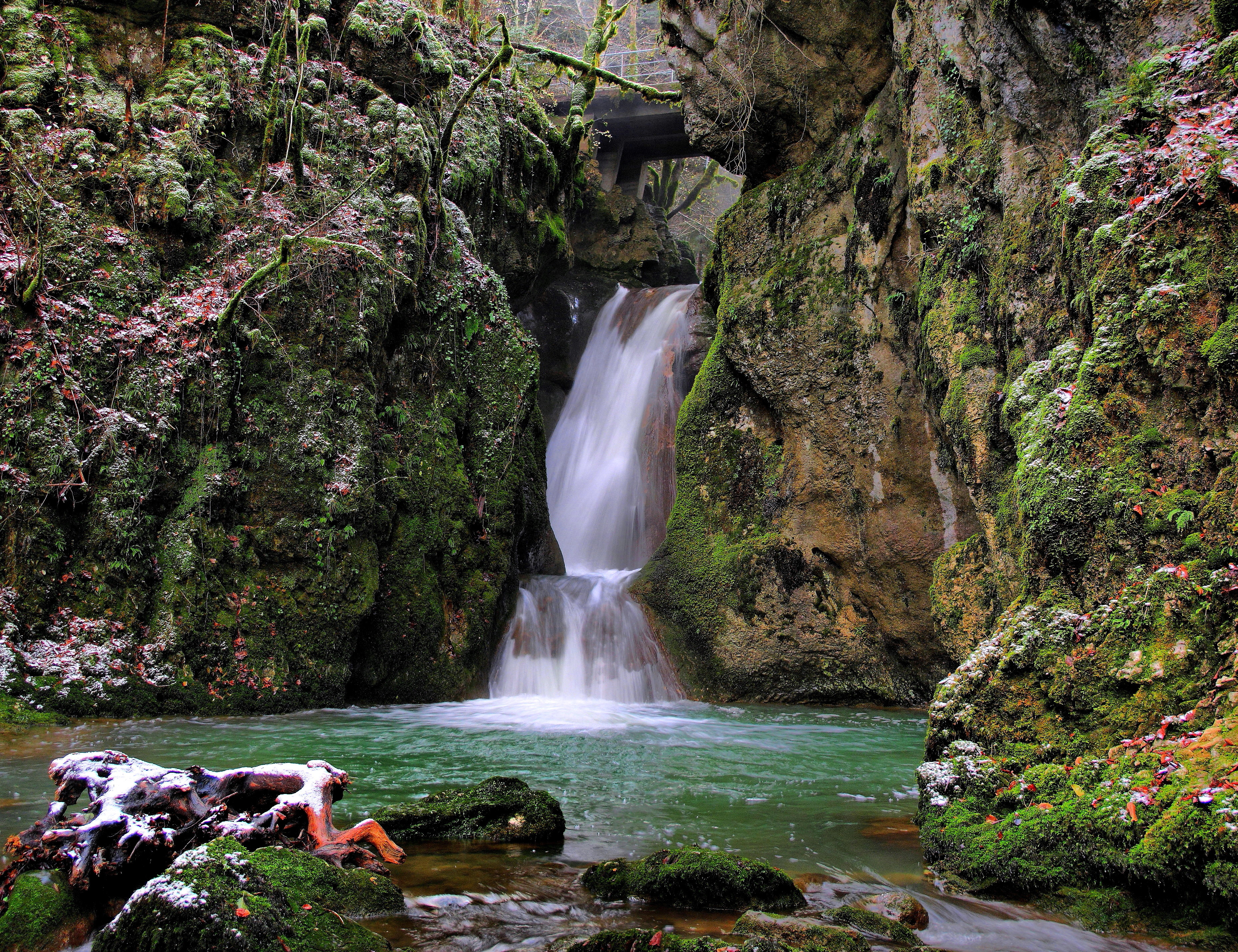
Cascade du Gour de Conche sur le Todeur à Myon.
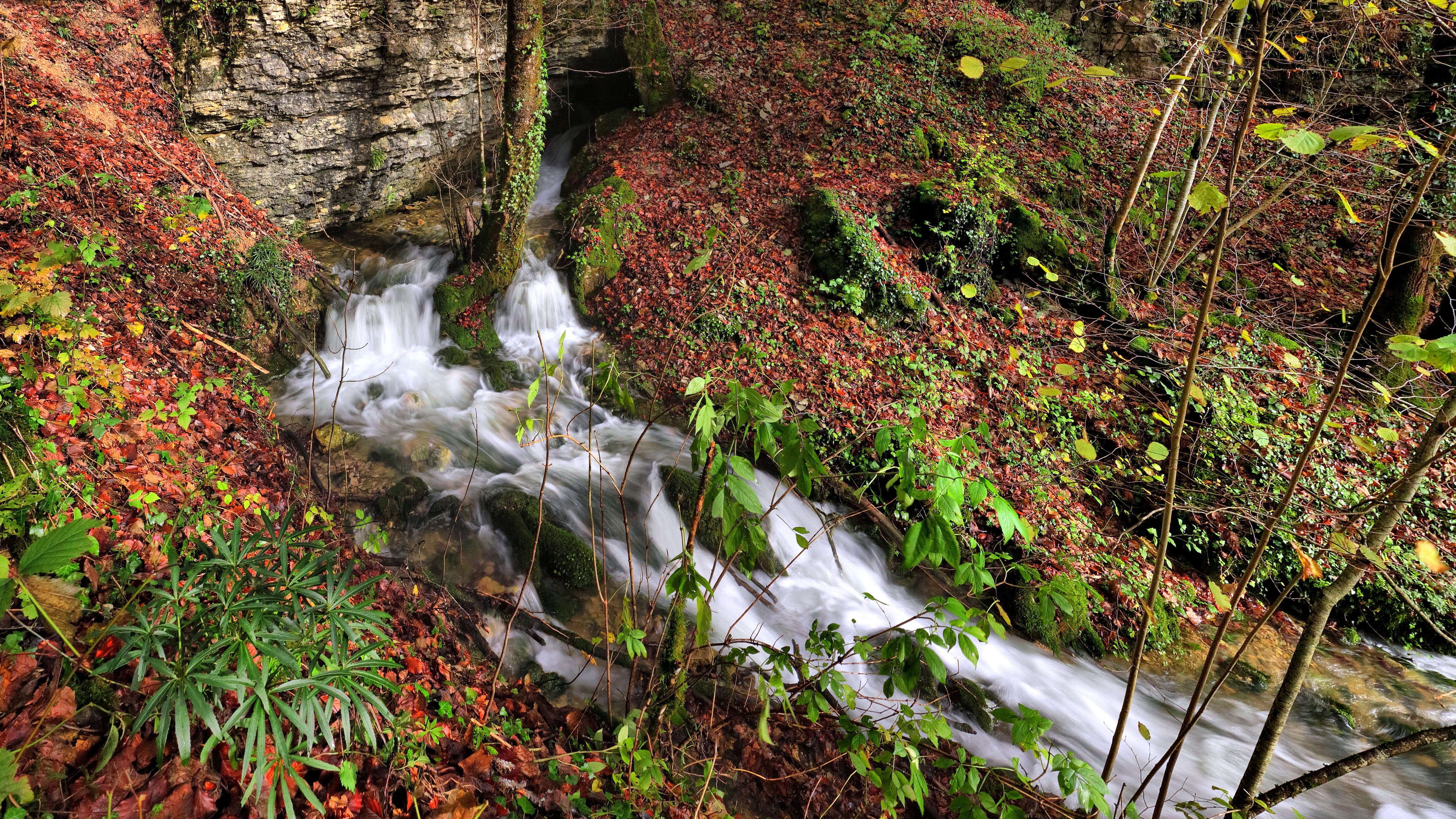
La source de la Goulue à Cussey-sur-Lison.

et quelques autres plus petits dont :
- l'Arcange (rive gauche) qui fournit l'énergie hydraulique à la Taillanderie de Nans-sous-Sainte-Anne,
- le ruisseau des Champs du Poix (rive droite) à Chiprey,
- le Bief Sarrazin (temporaire rive gauche) qui fonctionne en trop-plein de la source du Lison lors de crues importantes par l'exutoire de la grotte Sarrazine.

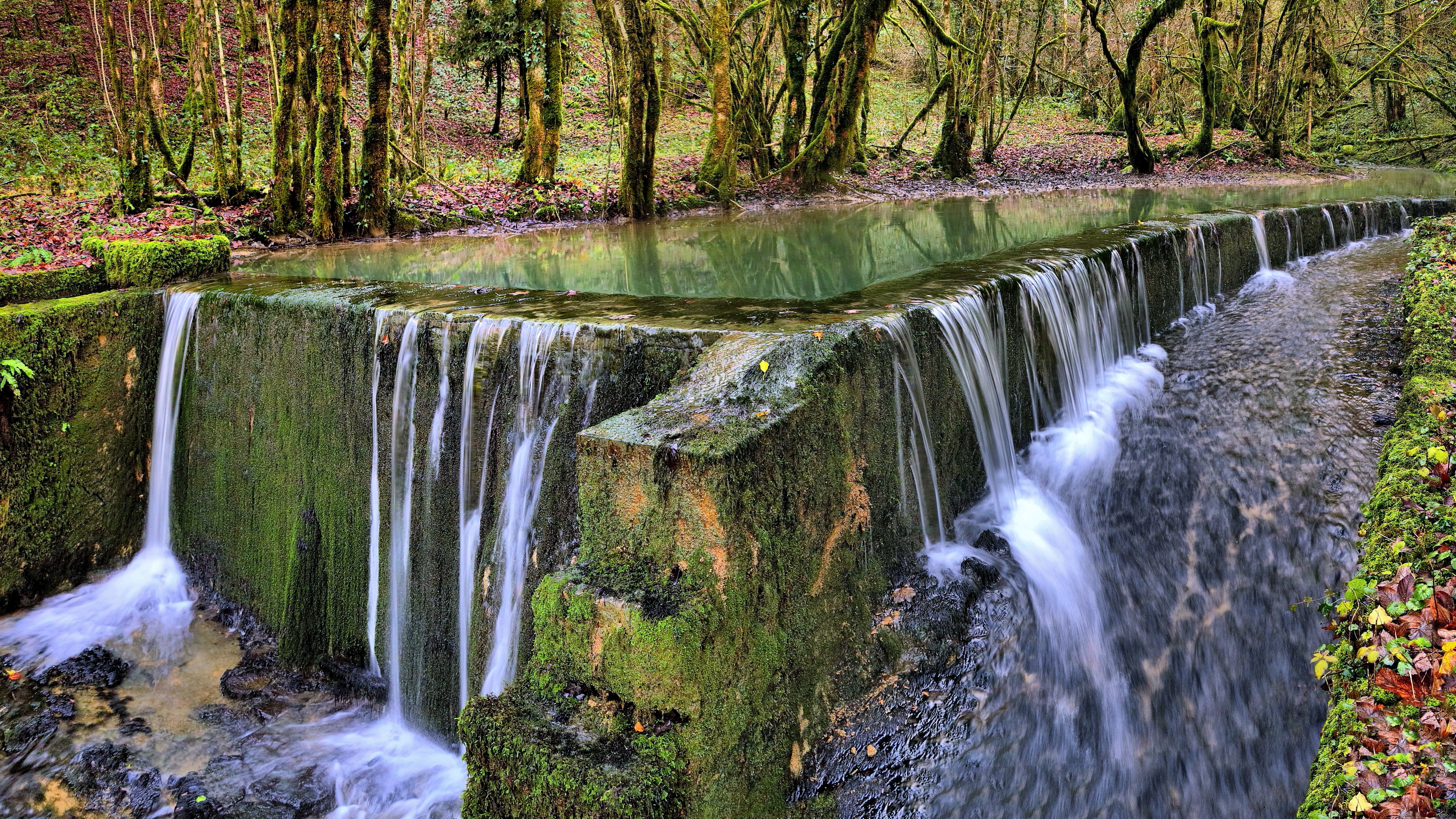
Barrage sur l'Arcange à Nans-sous-Sainte-Anne.
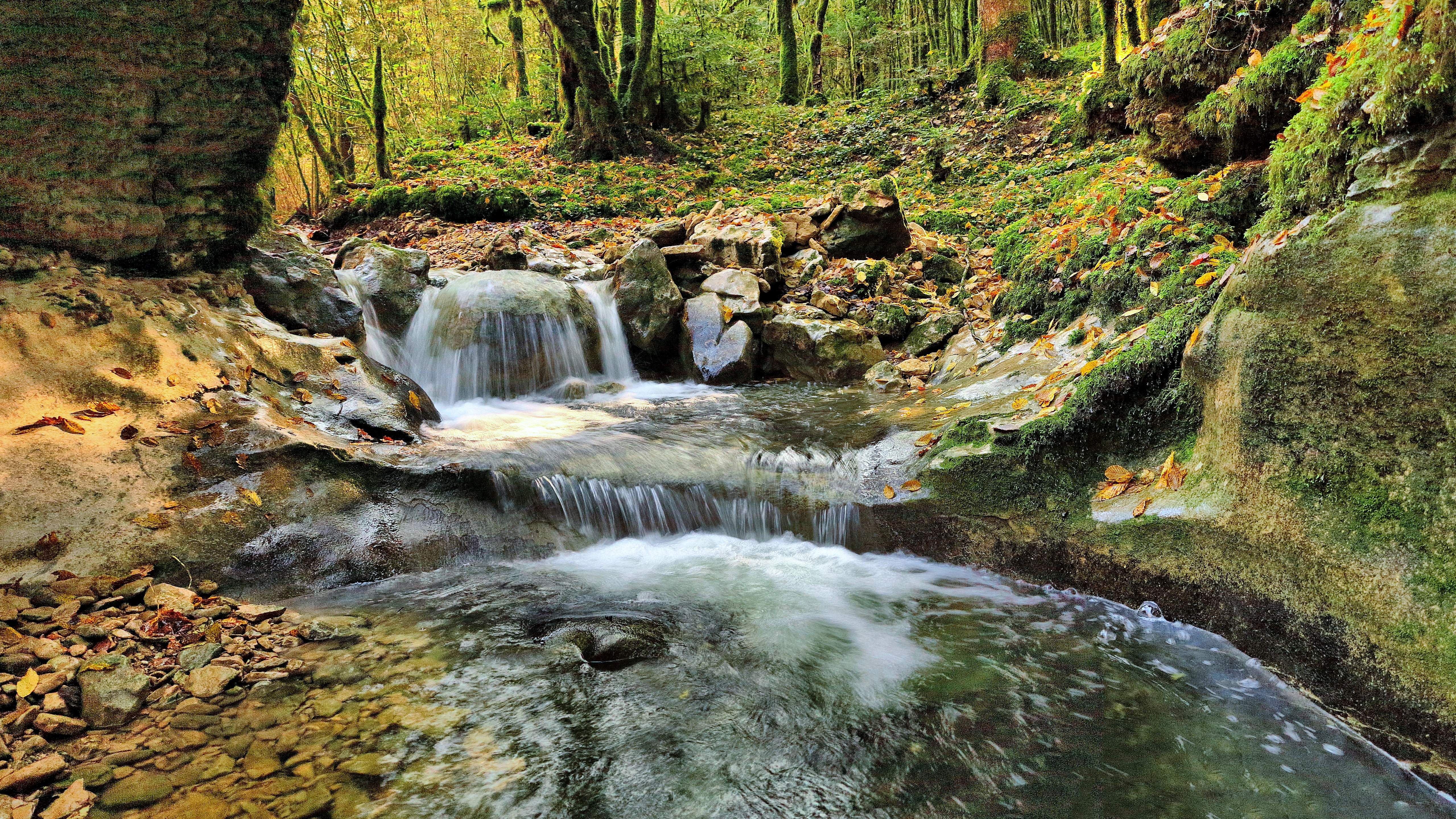
Cascadelles sur le ruisseau des Champs du Poix à Chiprey.
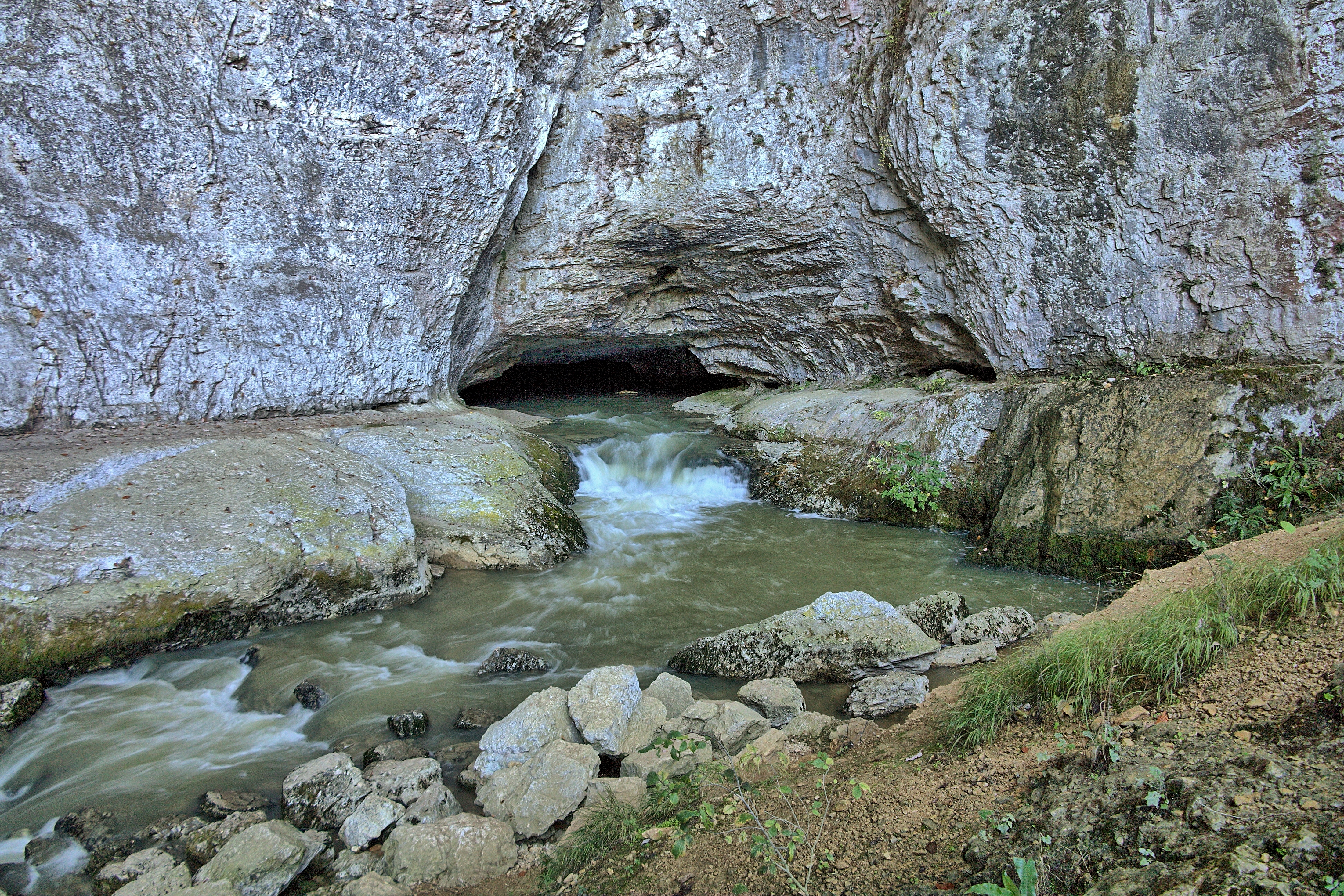
L'exutoire du Bief Sarrazin.

Donc son rang de Strahler est de deux.

## Hydrologie

### Le Lison à Myon
Le Lison est une rivière très abondante, comme la plupart des cours d'eau issus du massif du Jura. Son débit a été observé depuis le 12 juillet 1968 , à Myon, à 317 m d'altitude, localité située à 6 kilomètres de son confluent avec la Loue. Le bassin versant de la rivière y est de 217 km2 soit 90 % de la totalité de celui-ci (ça veut dire quoi ??)
Le module de la rivière à Myon est de 7,33 m3/s.
Le Lison présente des fluctuations saisonnières de débit modérées. La période des hautes eaux va de la fin de l'automne jusqu'au printemps, et se caractérise par des débits mensuels moyens situés entre 8,23 et 11,20 m3/s, de novembre à avril inclus (avec un maximum en décembre et février). Dès fin avril le débit diminue progressivement pour aboutir à la période des basses eaux qui se déroule de juillet à septembre inclus, amenant une baisse du débit moyen mensuel allant jusqu'à 2,42 m3 au mois d'août, ce qui reste très confortable. Mais les fluctuations de débit peuvent être plus importantes selon les années et sur des périodes plus courtes.

### Étiage ou basses eaux
À l'étiage le VCN3 peut chuter jusque 0,300 m3/s, en cas de période quinquennale sèche, soit 300 litres par seconde, ce qui est assez bas, sans être très sévère. Mais ce cas est fréquent dans la région.

### Crues
Les crues cependant peuvent être très importantes. Les QIX 2 et QIX 5 valent respectivement 63 et 76 m3/s. Le QIX 10 est de 84 m3/s, le QIX 20 de 92 m3/s, tandis que le QIX 50 se monte à 100 m3. Ce qui signifie par exemple que l'on doit s'attendre à une crue de l'ordre de 64 m3 une année sur deux.
Le débit instantané maximal enregistré à Myon durant cette période, a été de 85,4 m3 le 20 février 1999, en même temps que la hauteur maximale instantanée de 296 cm ou 2,96 m, tandis que le débit journalier maximal enregistré était de 89 m3/s le 23 février 1970. Si l'on compare la première de ces valeurs à l'échelle des QIX de la rivière, l'on constate que cette crue était d'ordre décennal et donc nullement exceptionnelle.

### Lame d'eau et débit spécifique
La lame d'eau écoulée dans le bassin versant du Lison est de 1 074 millimètres annuellement, ce qui est plus de trois fois supérieur à la moyenne d'ensemble de la France tous bassins confondus, et surtout nettement plus élevé que la moyenne du bassin de la Saône (501 millimètres par an à Lyon) et du Doubs (765 millimètres par an au niveau de son confluent avec la Saône). Le débit spécifique de la rivière (ou Qsp) atteint dès lors le chiffre très élevé de 33,9 litres par seconde et par kilomètre carré de bassin.

## Tourisme
L'ensemble du cours d'eau est touristique avec :
- le sentier de grande randonnée GR 590 et sa variante qui chemine au fond des gorges du Haut Lison et permet d'admirer les nombreux nassis,
- les vestiges gaulois dans le bois de Chataillon à Alaise et son belvèdère sur la vallée,
- Les autres belvédères sur le cours parfois encaissé, notamment à Saraz et Éternoz.

La pêche sportive se pratique beaucoup dans le Lison, ainsi que la spéléologie dans les nombreuses grottes aux alentours. Cette activité touristique, en plus des activités agricoles, influence fortement le milieu naturel.

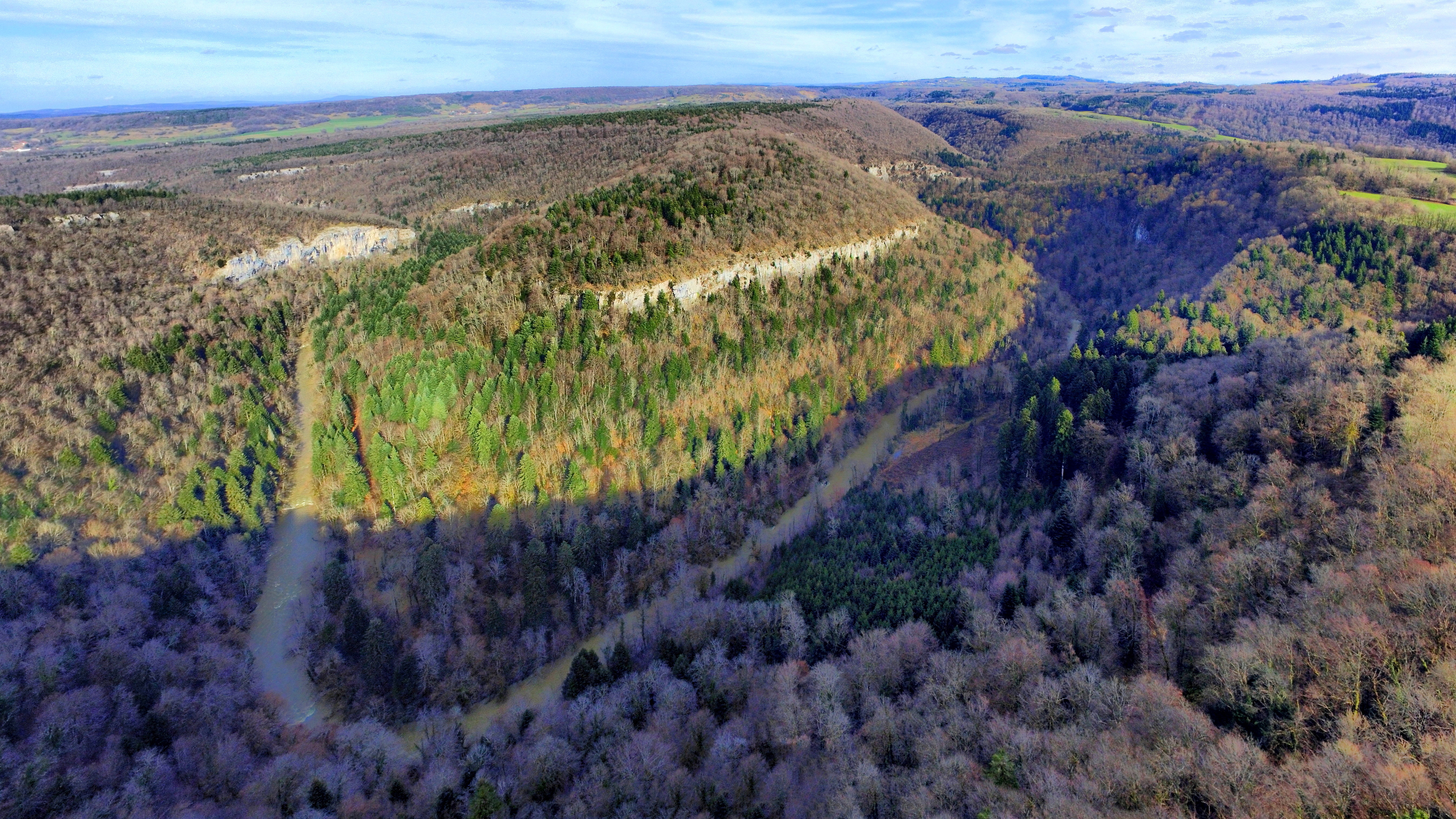
Boucle du Lison au niveau de Saraz.
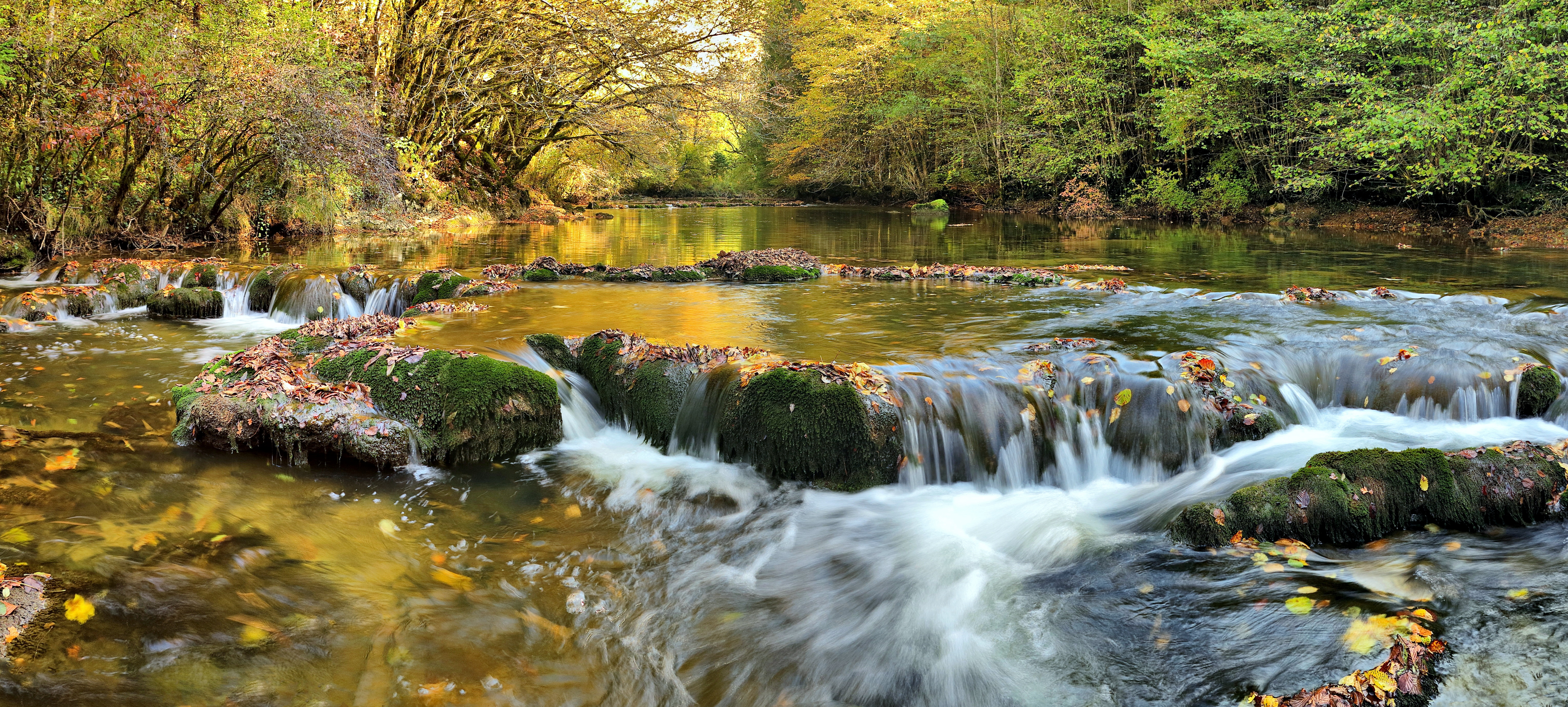
Nassi[N 1] sur le haut Lison.

## Histoire
La source du Lison est à l'origine de la législation sur la protection de l'environnement. En 1899, le propriétaire d'un moulin aujourd'hui détruit, prévoyait de capter l'eau et de remplacer la cascade par une conduite forcée. La source étant propriété communale, les habitants de Nans-sous-Sainte-Anne se mobilisèrent et firent appel au député Charles Beauquier. Après deux procès, ils gagnèrent définitivement en 1902. Pour conforter la victoire juridique du Lison et protéger les sites pittoresques de France, Charles Beauquier fit voter le 21 avril 1906 la première loi de protection de l'environnement, dite « loi Beauquier ». Le site de la source du Lison est classé depuis le 2 mai 1912.

## Biodiversité
La diversité des milieux naturels présents le long du cours l'a fait classer dans le réseau Natura 2000 : rivière, tourbières, prairies, forêt caducifoliée, éboulis, grottes et falaises. Cette diversité permet la présence d'un grand nombre d'espèces végétales et animales :
- Alouette lulu, Busard Saint-Martin, Faucon pèlerin, Grand corbeau, Hibou grand-duc, Martinet à ventre blanc, Pie-grièche écorcheur ;
- Lézard des murailles, Lézard vert ;
- Damier de la succise (un papillon) ;
- Sonneur à ventre jaune (un crapaud)

dont pas moins de sept espèces de chauves-souris :
- Barbastella barbastellus (Barbastelle commune)
- Miniopterus schreibersi (Minioptère de Schreibers)
- Myotis bechsteinii (Vespertilion de Bechstein)
- Myotis emarginatus (Vespertilion à oreilles échancrées)
- Myotis myotis (Grand murin)
- Rhinolophus ferrumequinum (Grand rhinolophe)
- Rhinolophus hipposideros (Petit rhinolophe)

## Le Lison dans les représentations

### Peinture
- Gustave Courbet, La Source du Lison, 1864, Alte Nationalgalerie (Berlin).

### Télévision
- 2010 : Le Repaire de la vouivre, téléfilm français d'Edwin Baily tourné en partie à la source du Lison.

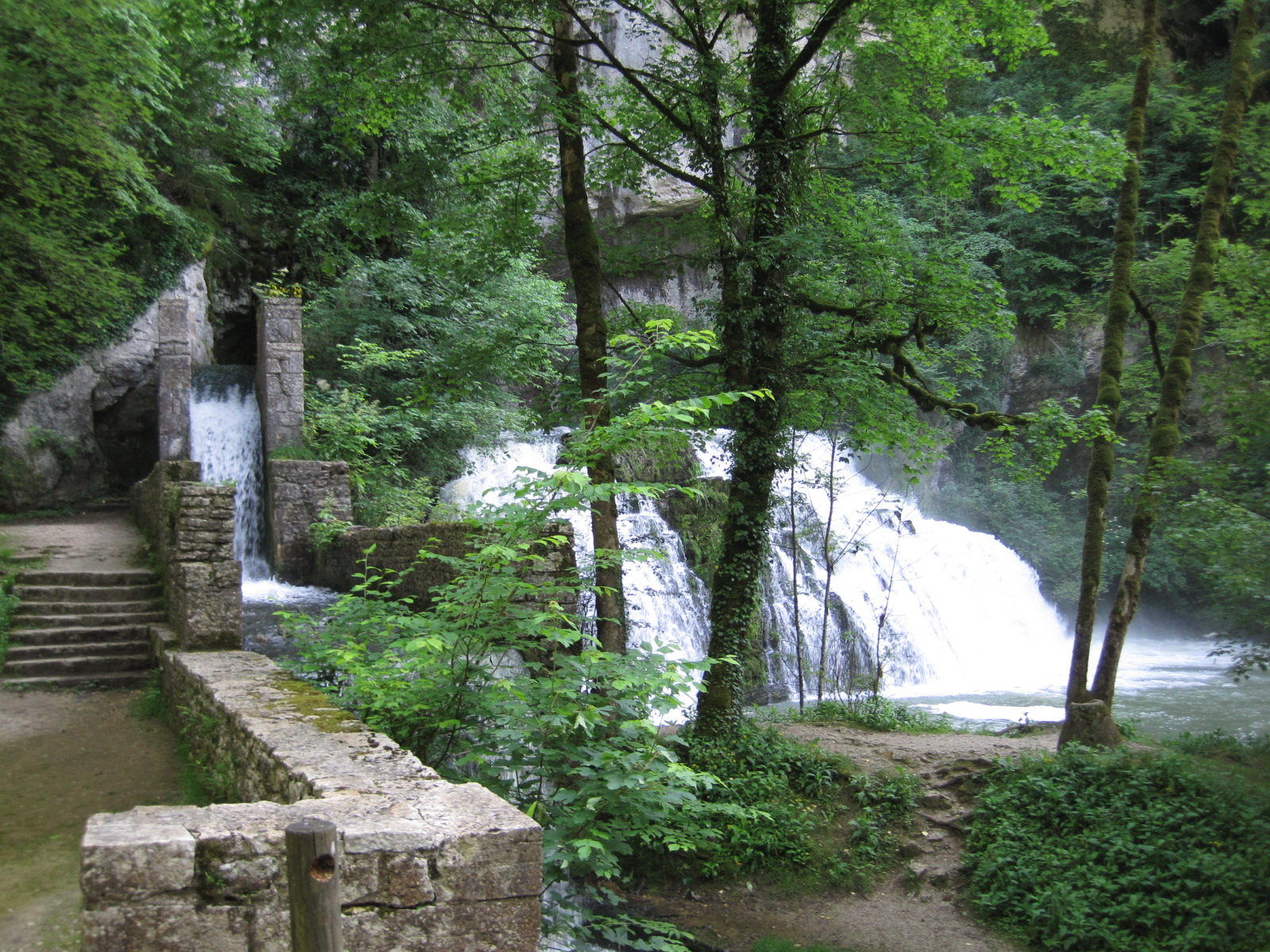
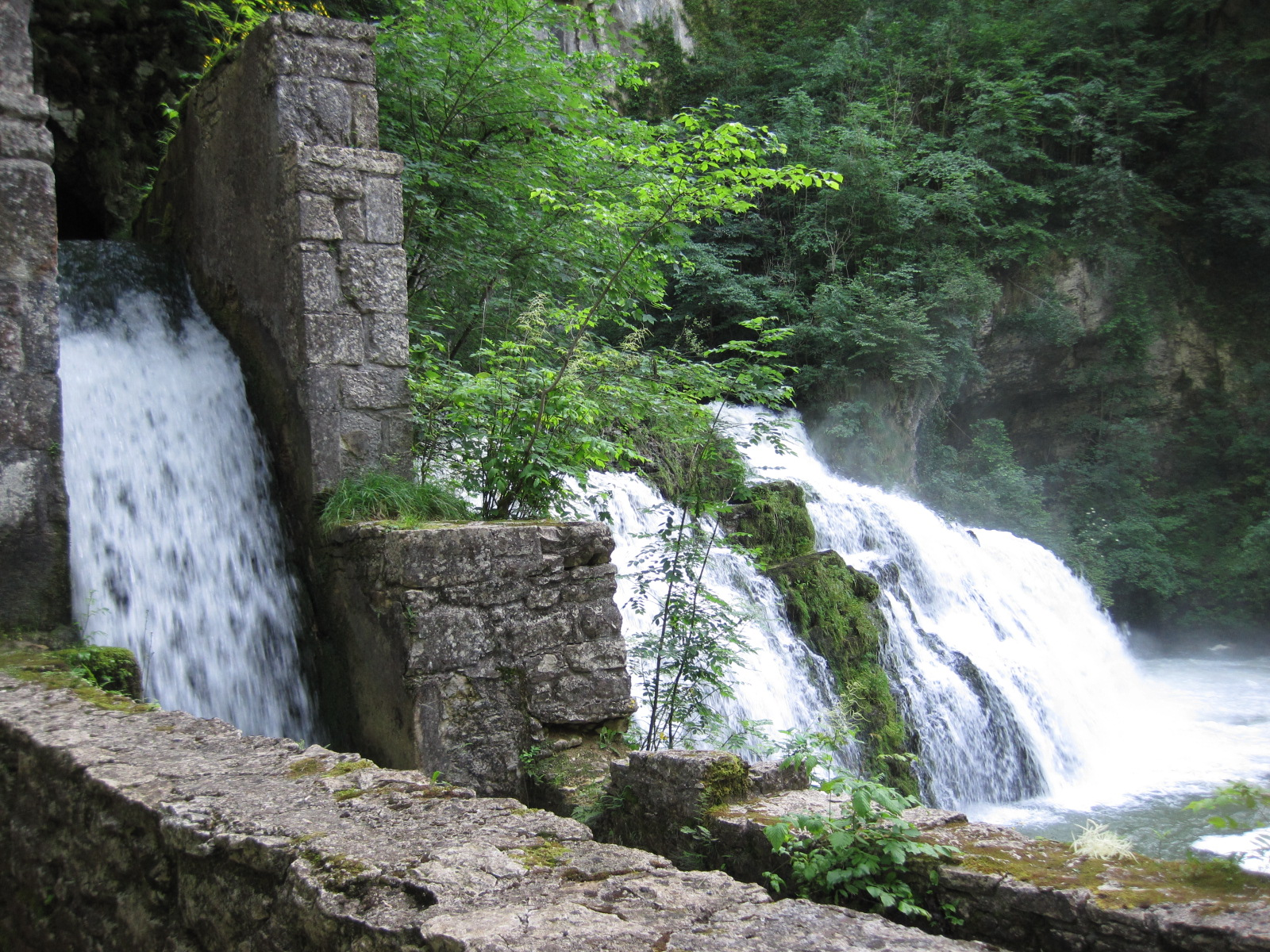
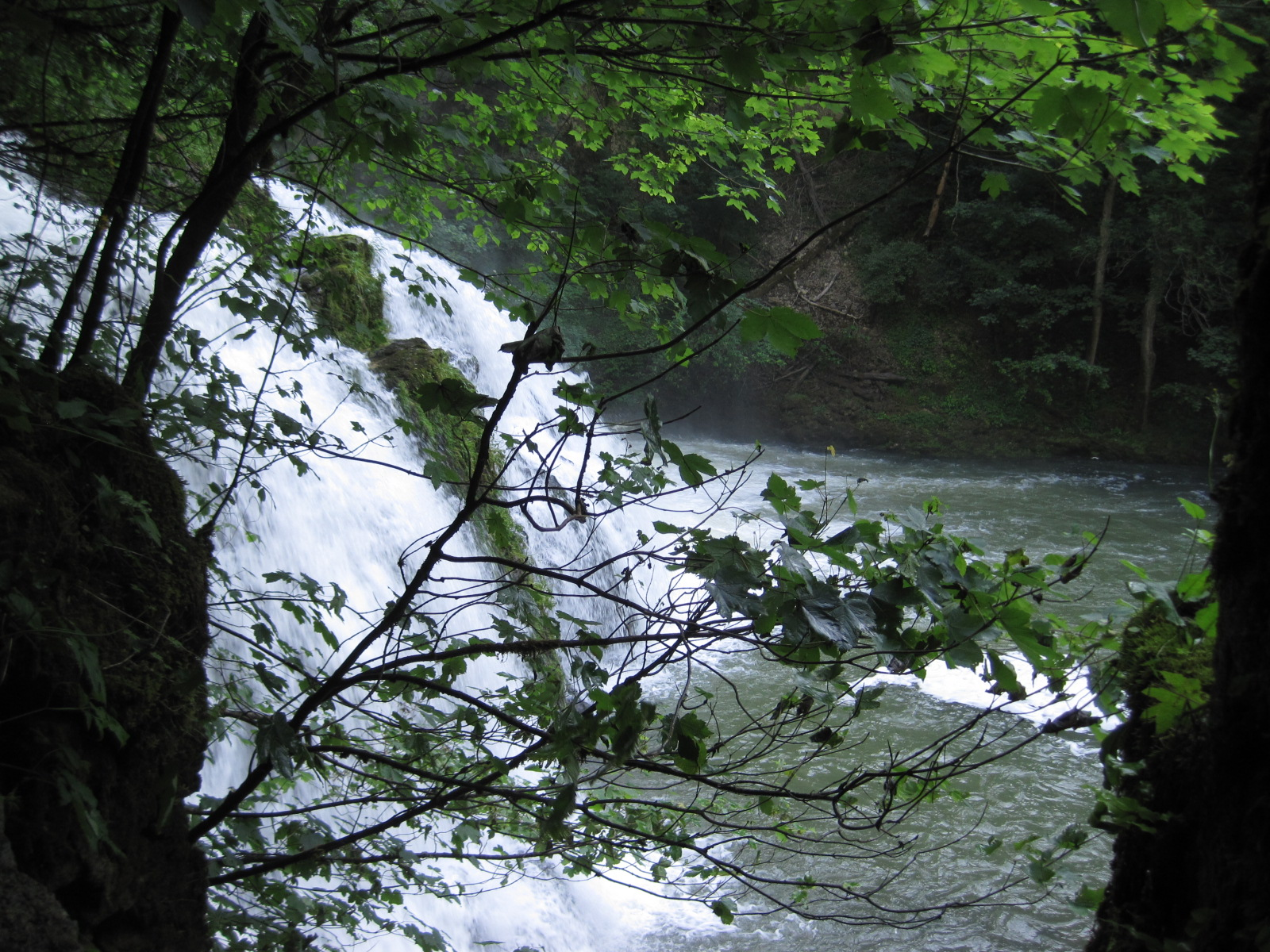
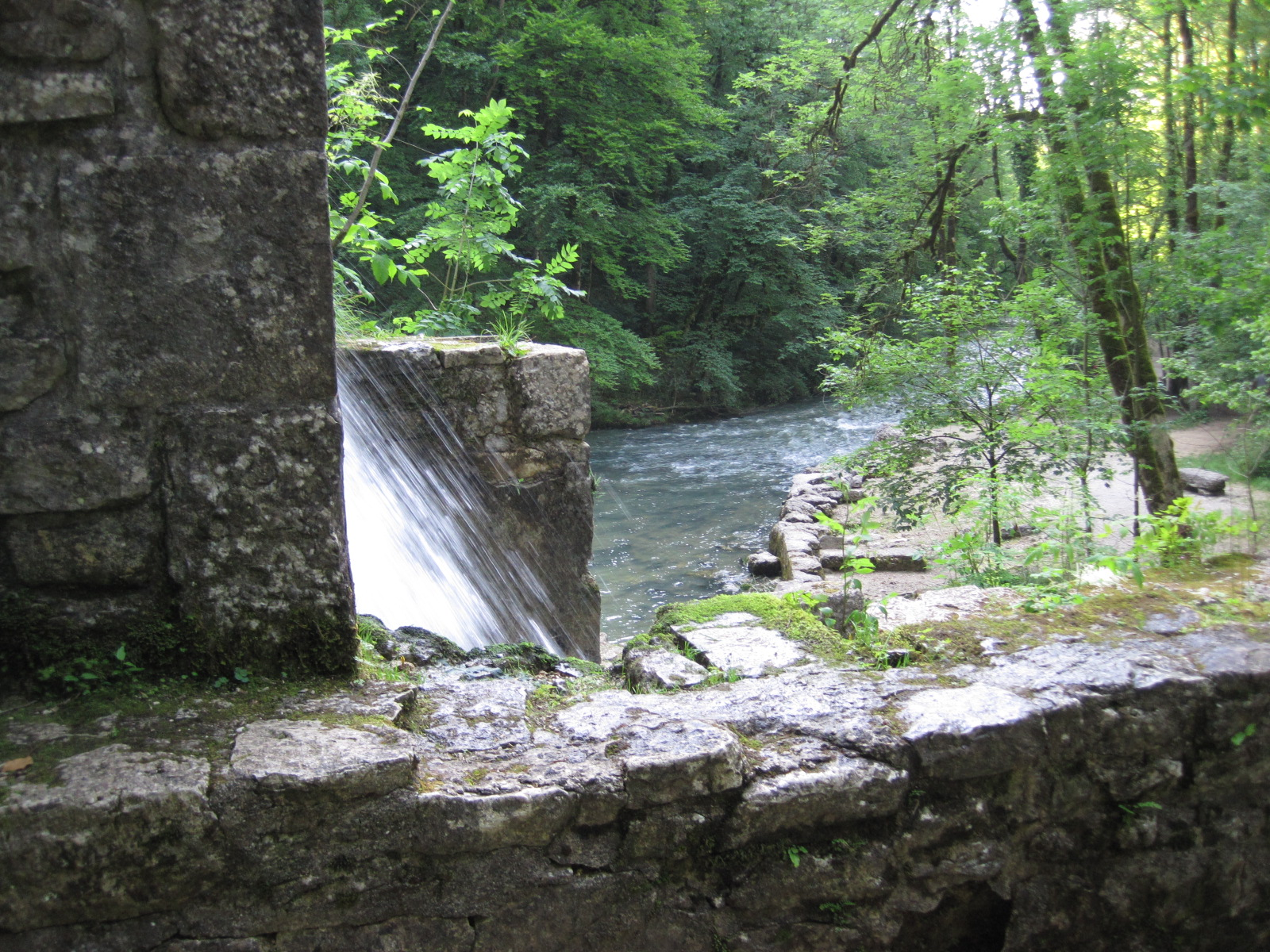
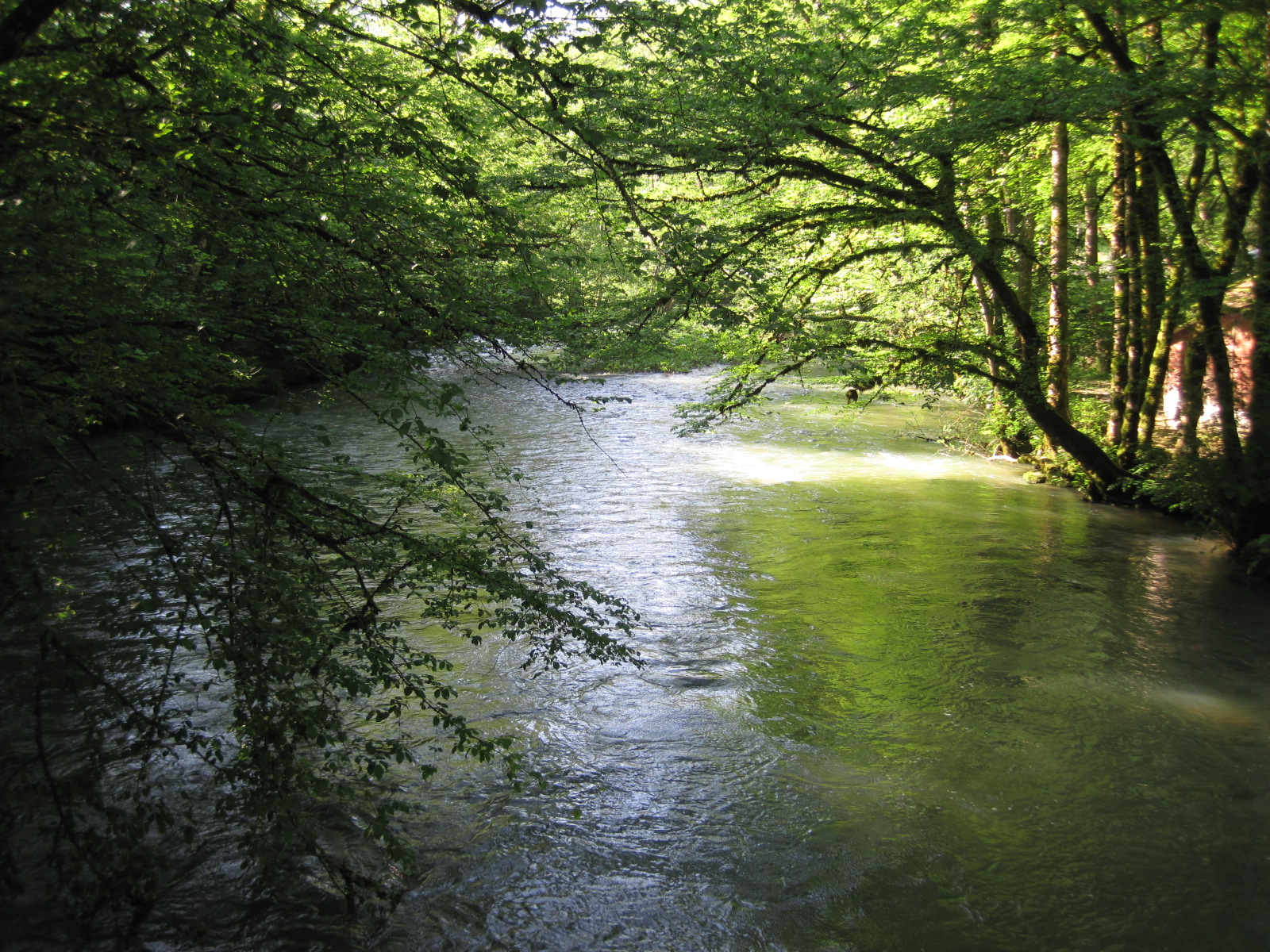
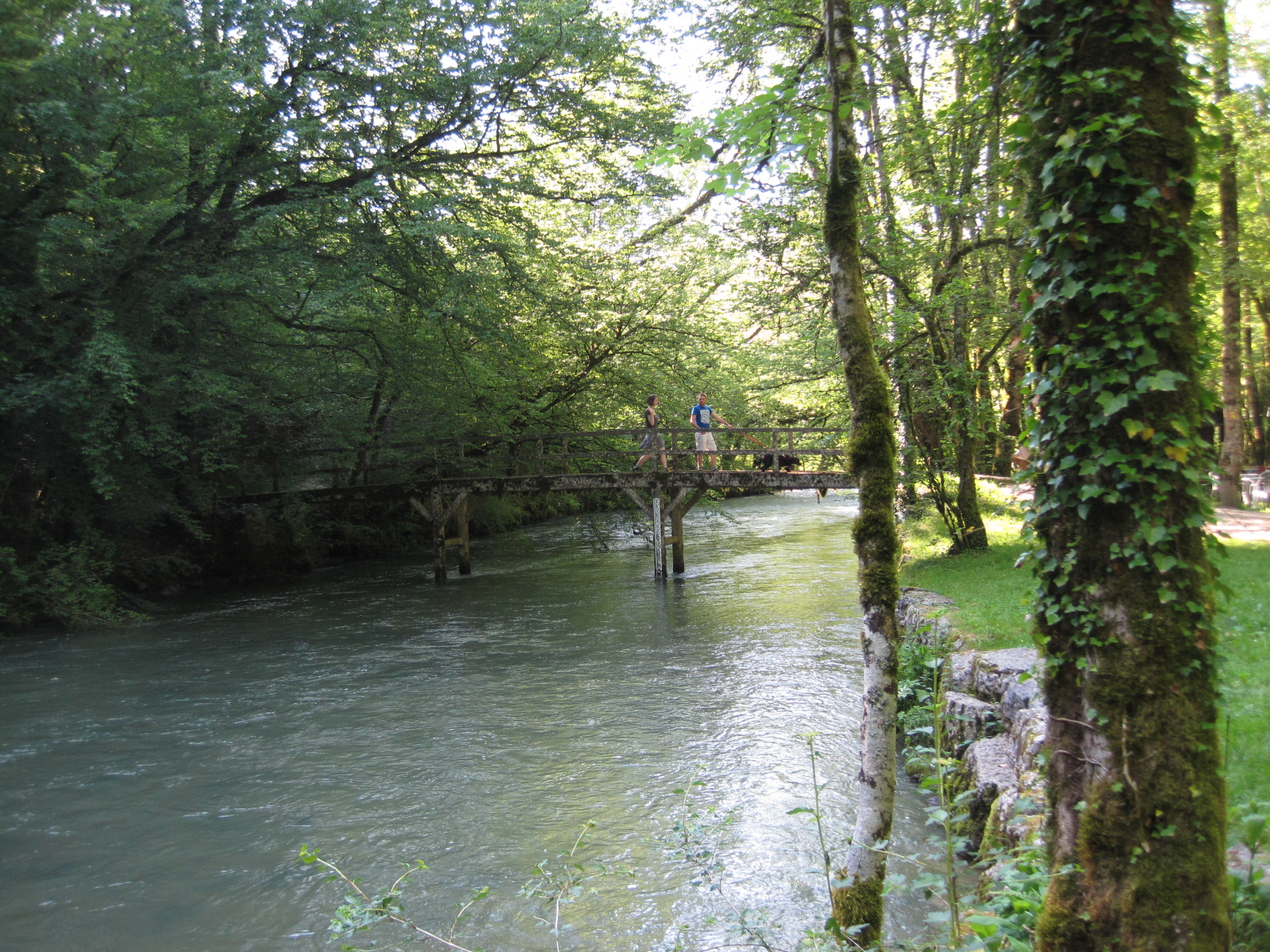